# Dharamsala
Pour les articles homonymes, voir Lhassa (homonymie).
 (avril 2010).
Si vous disposez d'ouvrages ou d'articles de référence ou si vous connaissez des sites web de qualité traitant du thème abordé ici, merci de compléter l'article en donnant les références utiles à sa vérifiabilité et en les liant à la section « Notes et références ».
Dharamsala (hindi : धर्मशाला, tibétain : དྷ་རམ་ས་ལ་) est une ville du nord de l'Inde, située dans l'État de l'Himachal Pradesh. Elle est parfois appelée la petite Lhassa car elle est la terre d'accueil du 14e Dalaï-lama, Tenzin Gyatso, en exil du Tibet depuis 1959 à ce jour.

## Géographie

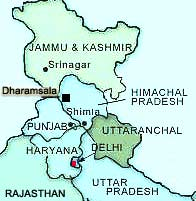
Dharamsala, Himachal Pradesh.

Dharamsala est située dans la vallée de Kangra, au pied de la chaine des montagnes Dhauladar (en).
La ville s'étend sur 27,6 km2 à une altitude moyenne de 1 457 mètres. L'agglomération se divise en deux parties :
- La partie la plus urbanisée de la ville Basse Dharamsala, plus connue sous le nom de Dharamsala, culmine à 1 240 mètres. On y trouve le plus de commerces et le centre administratif de la ville.

- À 9 km de distance par la route (mais à 4 km à pied) depuis la basse Dharamsala, on trouve la ville haute, plus connue sous le nom de McLeod Ganj, située à 1 700 m, il s'agit d'une ville de moins grande importance mais où logent la plupart des réfugiés tibétains.

Il y a aussi autour de la ville de nombreuses forêts dont les espèces prédominantes sont le pin et le cèdre de l'Himalaya.

### Climat
Le climat est relativement froid en hiver (0 à 14,5 °C[réf. nécessaire]) et ainsi il ne tombe généralement de la neige que de décembre à février. L'été, les températures oscillent entre 22 °C et 38 °C.
Le riz, le blé et le thé poussent sur différentes terrasses sur les bords de la montagne autour de la ville.

## Démographie
Selon le recensement indien de 2015, Dharamsala dénombre 53 543 habitants, dont 9 % ont moins de six ans. La majeure partie des habitants sont des hommes (51,5 % ou 1 000 hommes pour 941 femmes). Le taux d'alphabétisation est de 77 % (hommes : 80 %, femmes : 73 %).
Les langues pratiquées sont le hindî, le himachali et le tibétain.

## Économie
Dharamsala est devenue une attraction touristique fréquentée chaque année par 400 000 touristes étrangers et un nombre égal de touristes indiens. Cafés, bars à bière, chambres d'hôte, salles de yoga, salons de tatouage et de perçage côtoient des réclames pour des stages de médecine naturelle, de bouddhisme, de spiritualité. La ville est mal équipée face à l'afflux des visiteurs et l'expansion économique qui en découle : emballages plastiques dans les rues et les ruisseaux, pollution de l'air par les gaz d'échappement des véhicules, adduction d'eau et réseau d'égout n'arrivant plus à suivre.

## Histoire
Depuis de nombreuses années, le bouddhisme est la religion principale de la région : depuis le VIIe siècle, on recense déjà 50 monastères dans la vallée qui logent près de 2 000 moines. Mais le brahmanisme (branche de l'hindouisme) ainsi que l'islam progressant en Inde portèrent un coup à l'impact et à la présence du bouddhisme dans la région.
À partir de 1848, les Anglais occupèrent le lieu et y installèrent une garnison qui loge aujourd'hui l'armée indienne. McLeod Ganj fut inaugurée durant les années 1850 après que la garnison britannique s'y fut installée. Cette dernière était commandée par le lieutenant gouverneur du Penjab Donald McLeod (en). En 1852, Dharamsala devint le chef-lieu de district de la vallée de Kangra. C'est à cette époque que les Anglais travaillant ou logeant à Delhi firent de Dharamsala un lieu de villégiature en raison de sa simplicité et de son climat plus frais. De ce fait, la ville gagna en activité et en notoriété jusqu'au tremblement de terre de 1905 qui détruisit la plupart des constructions.
Ce séisme très grave entraîna la mort de 20 000 personnes. Toute la région fut ruinée et les Anglais déménagèrent à Shimla, également située dans l'Himachal Pradesh. Encore aujourd'hui, Dharamsala se trouve sur une zone sismique et ressent des vibrations de la terre.

## Lieux et monuments
- Degree College Dharamshala
- Govt College of Teacher Education Dharamsala HP INDIA
- Sacred Heart High School (Sidhpur)
- Central University Himachal Pradesh
- Regional center Himachal Pradesh University
- School of Leagal Studies
- Dr. Rajendra Prasad Government Medical College
- Aadhunik Public School
- Kangra Art Museum

## Personnalités liées à la ville
- Tenzin Gyatso : 14e et actuel Dalaï-lama
- Namrata Singh Gujral : actrice américaine née à Dharamsala
- Palden Gyatso : moine et ancien prisonnier tibétain, témoin et porte-parole, auteur du livre Le Feu sous la neige, sujet d’un film homonyme (2008)
- Passang Lhamo : nonne et militante tibétaine, et ancienne détenue de la prison de Drapchi
- James Bruce (Lord Elgin) : administrateur colonial et diplomate britannique décédé à Dharamsala
- Maharaja Aditya Katoch de Lamba Gaon et Maharani Chandresh Kumari, naguère Princesse de Jodhpur
- Adhe Tapontsang : ancienne prisonnière et résistante tibétaine, témoin et porte-parole, auteur de Ama Adhe voix de la mémoire, du Tibet libre à l'exil
- Tenzin Dolma : Miss Tibet 2007
- Lobsang Wangyal : photojournaliste et réalisateur tibétain
- Guéshé Sonam Rinchen : enseignant réputé
- Ngari Rinpoché : frère du dalaï-lama
- Rinchen Khandro Choegyal : responsable du Projet des nonnes tibétaines et fondatrice de l'Association des femmes tibétaines en exil
- Jetsun Pema : sœur du dalaï-lama, présidente du Tibetan Children's Villages
- Nauzer Nowrojee : boutiquier, visionnaire et humanitaire indien[3], il a l'idée d'accueillir le dalaï-lama à Dharamsala en  1960
- Brigadier Sher Jung Thapa, Mahaveer Chakra (MVC) gallabtry award winner of The Indian Army.
- Alfred Hallett : peintre anglais qui a vécu et mort à Dharamsala
- Tencho Gyatso : femme politique tibétaine née à Dharamsala
- Guéshé Kelsang Wangmo : nonne, érudite et enseignante bouddhiste

## Divers

### Réfugiés tibétains àMcLeod Ganj

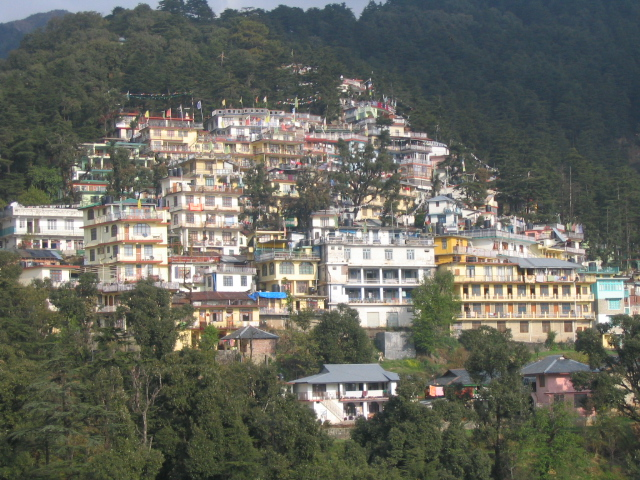
Habitations de McLeod Ganj

Après que le 14e dalaï-lama Tenzin Gyatso s'est enfui du Tibet, le Premier ministre indien Jawaharlal Nehru lui accorde l'asile le 3 avril 1959 et l'autorise à établir un gouvernement tibétain en exil à Dharamsala, où des milliers d'exilés tibétains fuyant la répression chinoise s'étaient déjà réfugiés. Depuis, plusieurs milliers de réfugiés tibétains se sont établis dans la ville. La plupart d'entre eux résident dans le haut de Dharamsala (McLeod Ganj), où ils ont établi des monastères, des temples et des écoles. La ville est parfois appelée le « petit Lhassa », en référence à la capitale tibétaine. Elle est devenue une destination touristique importante, avec de nombreux hôtels et restaurants. Le dalaï-lama a lancé une campagne pour rétablir l'indépendance du Tibet, avant de transformer sa lutte en appelant à une réelle autonomie du Tibet.
Le gouvernement tibétain en exil a son siège à Gangchen Kyishong (situé entre Dharamsala et McLeod Ganj). En 1959, environ 90 000 Tibétains se sont exilés du Tibet pour échapper aux persécutions religieuses et politiques liées à l'occupation chinoise du Tibet. Tous les ans, environ 3 000 Tibétains fuient durant environ un mois, en hiver, à travers les montagnes de l'Himalaya pour arriver soit au Népal soit au Sikkim. Environ 10 000 d'entre eux vivent à McLeod Ganj.
En 1961, le Dalaï Lama refonde à Dharamsala l'Institut de médecine et d'astrologie tibétaine. On y enseigne et on y développe aujourd'hui la médecine tibétaine. L'Institut Chakpori de médecine tibétaine, refondé par la suite à Darjeeling en Inde, forme également des médecins tibétains.
Dharamsala est aussi le siège d'associations des Tibétains en exil luttant pour ce qu'ils appellent la « liberté du Tibet » et le respect des Droits de l'Homme pour les Tibétains qui sont citoyens de la république populaire de Chine.
En 2009, le journaliste américain Mark Magnier décrivait Dharamsala sous les traits d'« une ville d'illusions fanées, de mal du pays, d'intrigues, et de sentiments plus nuancés à l'égard de la Chine que ne pourraient le laisser croire les affiches contre la Chine, les professions de foi anti-Pékin et les boutiques prétendant boycotter tous les produits chinois ».
En 2011, le dalaï-lama prend sa retraite politique mais reste basé à Dharamsala, alors qu'il a gagné une renommée internationale pour sa lutte pacifiste, ayant remporté le prix Nobel de la paix en 1989.

## Galerie

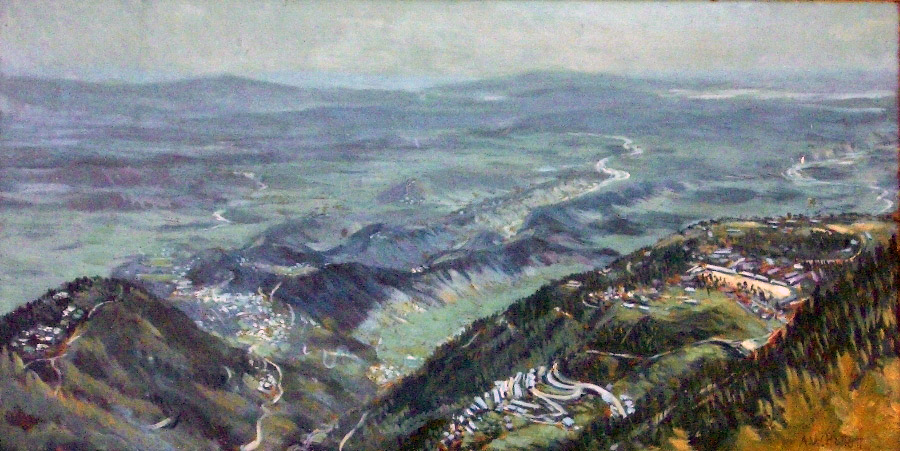
Vue depuis Dharamkot : McLeod Ganj, Basse Dharamsala et la rivière Beas. Œuvre d'Alfred Hallett, 1980
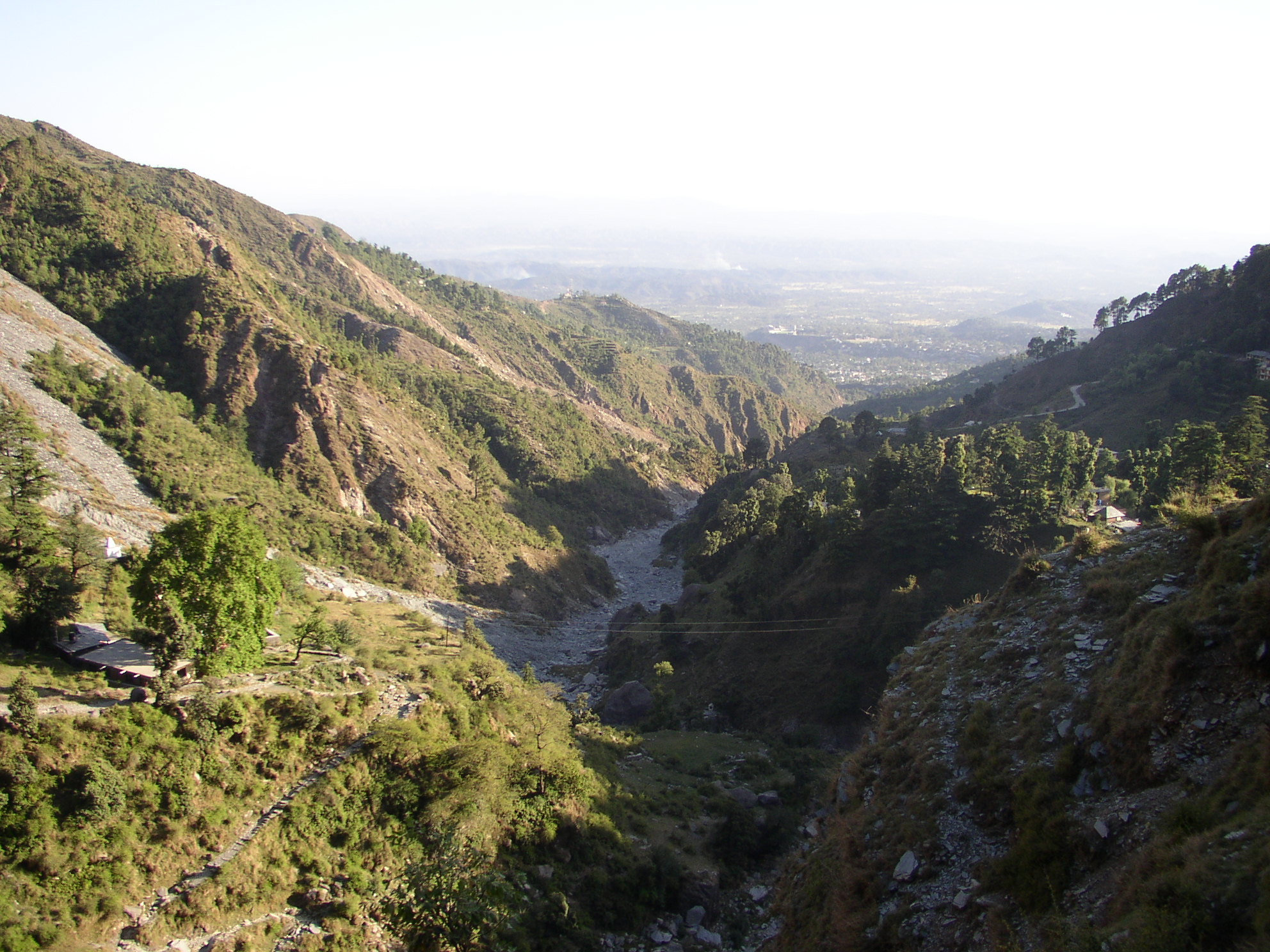
Vue sur la vallée de Dharamsala
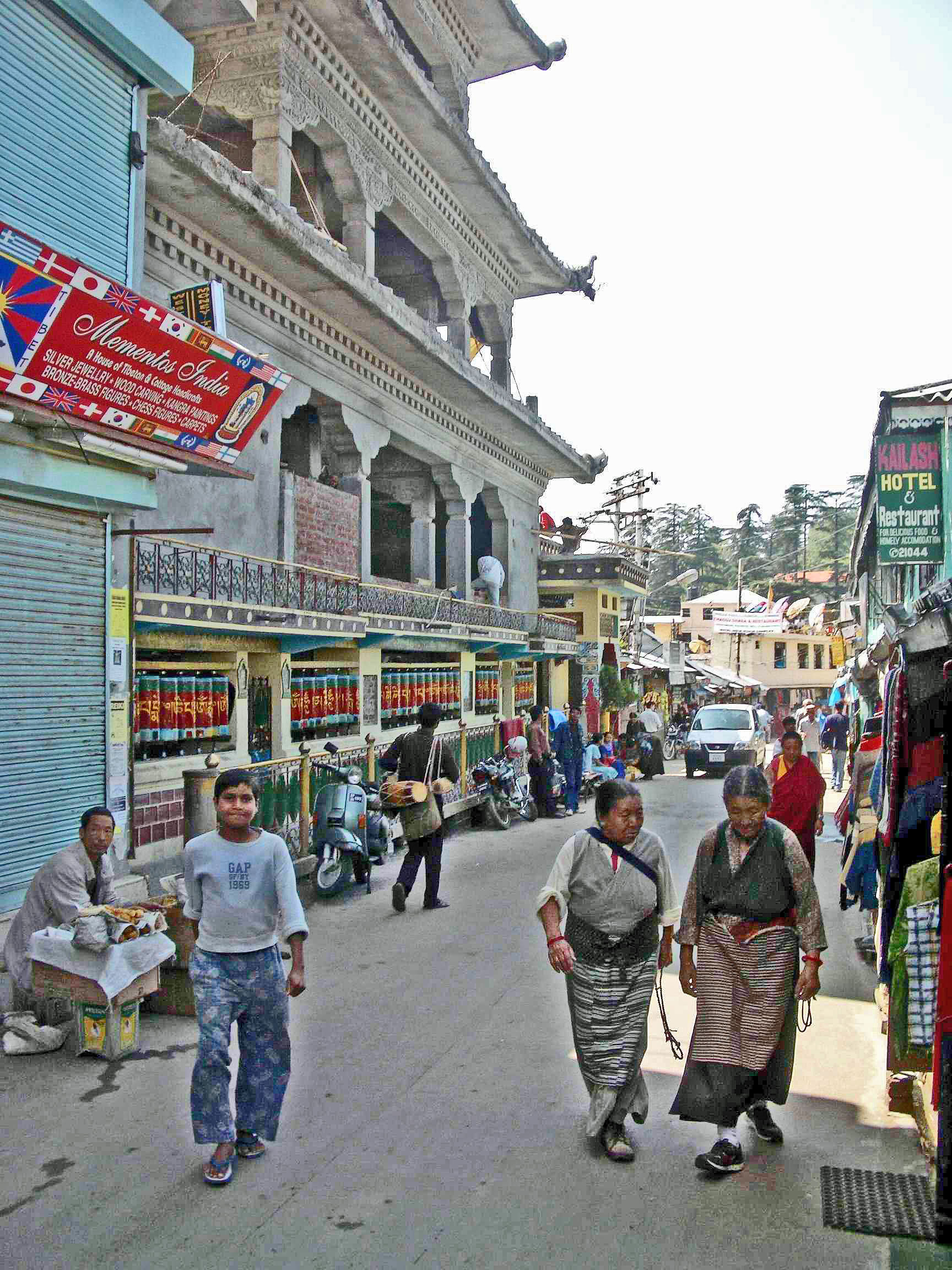
Rue principale de McLeod Ganj
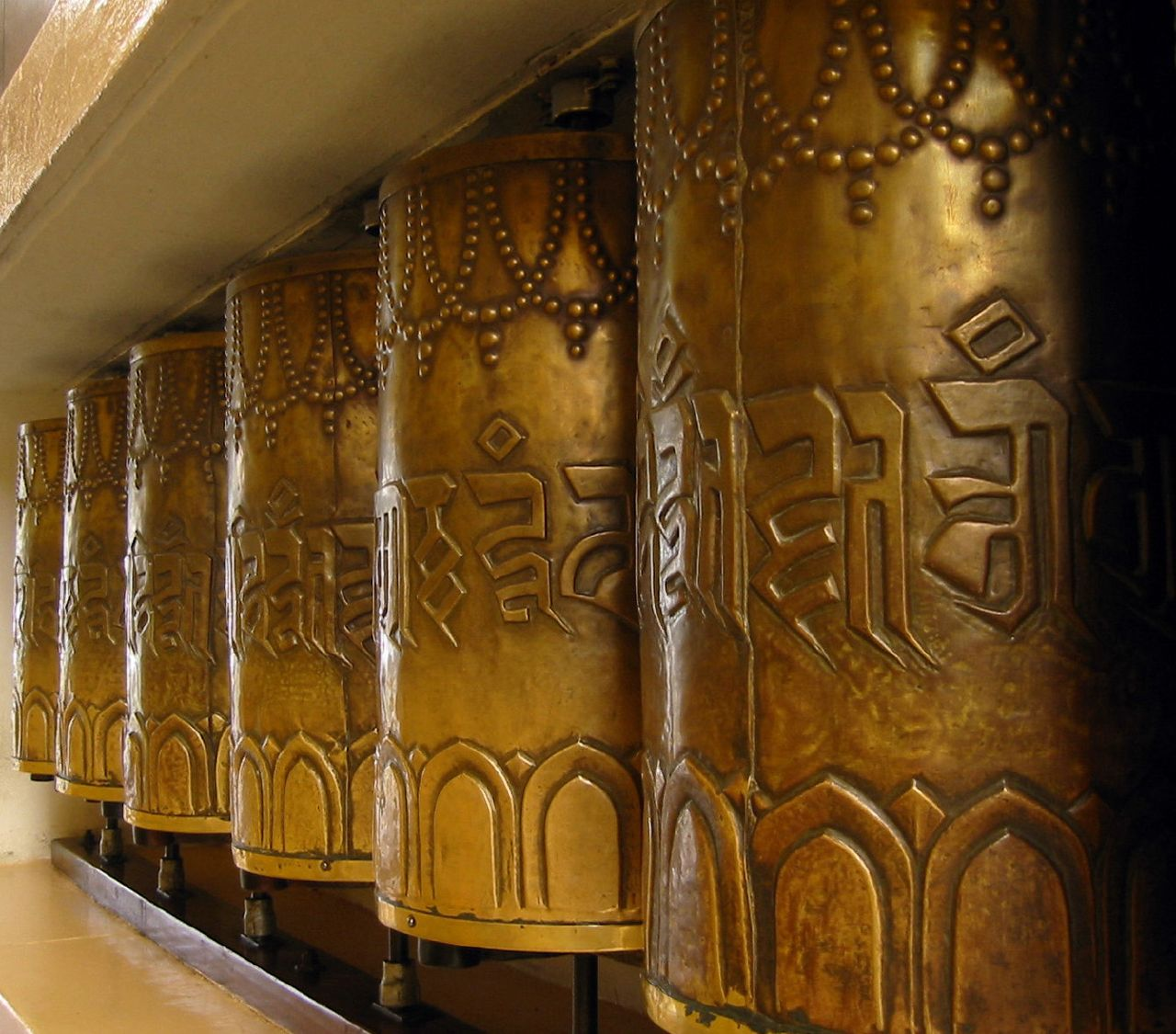
Moulins à prière dans le Tsuglagkhang